# Découverte de la fission nucléaire

La réaction nucléaire théorisée par Meitner et Frisch déclenche la réaction nucléaire en chaîne prédite par Hahn et Strassmann.

La fission nucléaire, découverte en décembre 1938 par les chimistes Otto Hahn et Fritz Strassmann et les physiciens Lise Meitner et Otto Robert Frisch, est une réaction nucléaire (un processus de désintégration radioactive) au cours de laquelle le noyau d'un atome se divise en deux noyaux (voire trois ou plus) plus petits et plus légers, avec, dans la plupart des cas, émission d'autres particules. Le processus de fission s'accompagne souvent de rayons gamma et il libère une très grande quantité d'énergie, même en le comparant aux autres désintégrations radioactives. Les scientifiques connaissaient déjà la désintégration alpha et la désintégration bêta, mais la fission a pris une importance toute particulière après la découverte qu'il était possible de produire une réaction en chaîne, ce qui a conduit au développement de l'énergie nucléaire et des armes nucléaires. Hahn a reçu le prix Nobel de chimie en 1944 pour la découverte de la fission nucléaire.
Alors qu'ils bombardaient de l'uranium avec des neutrons lents, Hahn et Strassmann de l'Institut de chimie Kaiser Wilhelm à Berlin ont découvert qu'il se produisait du baryum. Hahn suggéra qu'il devait se produire un éclatement du noyau, mais il n'était pas entièrement certain de la base physique de ses résultats. Hahn et Strassmann ont donc rapporté leur découverte par courrier à Meitner, qui se trouvait en Suède après avoir fui l'Allemagne nazie quelques mois auparavant. Meitner et son neveu Frisch ont alors théorisé, puis prouvé, que le noyau d'uranium se divisait lors de la réaction. Ils ont ensuite publié leur découverte dans la revue Nature. Meitner avait calculé que l'énergie libérée lors de chaque désintégration était d'environ 200 mégaélectronvolts (MeV), ce que Frisch observa par la suite. Par analogie avec la division des cellules biologiques, il nomma le processus « fission ».
La découverte était intervenue après quarante années d'investigations sur la nature et les propriétés de la radioactivité et des substances radioactives. La découverte du neutron par James Chadwick en 1932 avait fourni un nouveau moyen pour induire les transmutations nucléaires. En utilisant cette technique à Rome, Enrico Fermi et ses collègues avaient étudié les résultats du bombardement de l'uranium par des neutrons. Fermi en conclut que ses expériences devaient créer deux nouveaux éléments comportant 93 et 94 protons, que l'équipe avait surnommés respectivement ausénium et hespérium. Fermi remporta le prix Nobel de physique en 1938 pour ses « démonstrations de l'existence de nouveaux éléments radioactifs produits par irradiation neutronique, et pour sa découverte connexe des réactions nucléaires provoquées par des neutrons lents ». Cependant, tout le monde n'était pas convaincu par l'analyse de Fermi. Ida Noddack suggérait qu'au lieu de créer un nouvel élément plus lourd de numéro atomique 93, il était concevable que le noyau puisse se casser en gros fragments, alors que pour Aristid von Grosse, ce que le groupe de Fermi avait trouvé devait être un isotope du protactinium.
Tout ceci avait incité Hahn et Meitner, qui avaient trouvé l'isotope le plus stable du protactinium, à poursuivre, avec leur collègue Strassmann, une investigation de quatre années sur le bombardement de l'uranium. Après un travail acharné et de nombreuses découvertes, ils ont finalement déterminé que ce qu'ils observaient était la fission du noyau et que les nouveaux éléments que Fermi avait trouvés étaient les produits de cette fission. Leurs travaux ont bouleversé des croyances physiques qui avaient persisté de nombreuses années. Ils ont également ouvert la voie à d'autres recherches qui ont conduit à la découverte des « vrais » éléments de numéro atomique 93 (le neptunium) et 94 (le plutonium), à la découverte que d'autres éléments pouvaient fissionner et à la détermination du rôle de l'isotope 235 de l'uranium. Niels Bohr et John Wheeler ont alors retravaillé le modèle de la goutte liquide pour expliquer le mécanisme de la fission.

## Contexte

### Radioactivité
Vers la fin du XIXe siècle, le tube cathodique était devenu un équipement de laboratoire courant, et de nombreux scientifiques l'utilisaient fréquemment au cours de leurs expériences. Une pratique souvent utilisée consistait à diriger les rayons cathodiques vers diverses substances et à regarder ce qui se passait. En 1895, un de ces scientifiques, Wilhelm Röntgen, utilisait un écran recouvert de platinocyanure de baryum qui devenait fluorescent lorsqu'il était exposé aux rayons cathodiques. Le 8 novembre 1895, il remarqua que même lorsque le tube cathodique n'était pas dirigé vers l'écran (qu'il avait recouvert de carton noir) celui-ci continuait à être fluorescent. Il fut rapidement convaincu qu'il venait de découvrir un nouveau type de rayonnement, que l'on appelle aujourd'hui les rayons X. L'année suivante, Henri Becquerel expérimentait des sels d'uranium fluorescents. Il se demandait si eux aussi pouvaient produire des rayons X. Le 1er mars 1896, il découvrit que l'uranium produisaient effectivement des rayons, mais qu'ils étaient d'une nature différente. Même lorsque les sels d'uranium étaient conservés dans un tiroir sombre, il continuaient à produire une image intense sur une plaque sensible aux rayons X, ce qui indiquait que les rayons venaient de l'intérieur et ne nécessitaient pas de source d'énergie externe.

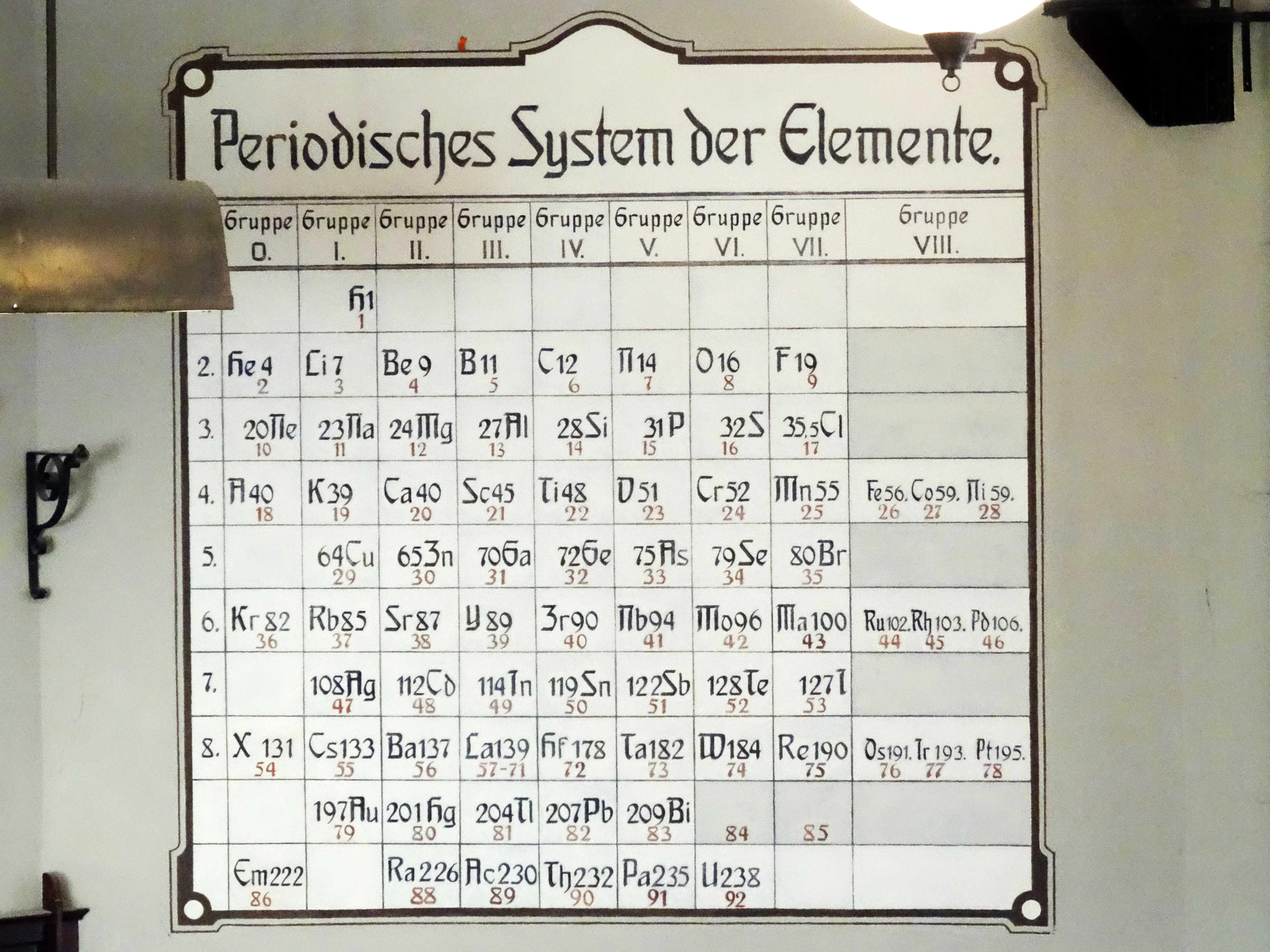
Le tableau périodique des éléments vers 1930.

La découverte de Röntgen avait fait l'objet d'une grande curiosité parmi les scientifiques (de même que parmi les profanes) à cause de la capacité qu'avaient les rayons X à rendre visibles les os du corps humain. Au contraire, la découverte de Becquerel avait eu peu d'impact à l'époque, et Becquerel lui-même était rapidement passé à d'autres recherches. À Paris, Marie Curie se mit à tester des échantillons de tous les éléments et les minéraux qu'elle pouvait trouver, dans l'espoir d'y détecter les rayons de Becquerel. En avril 1898 elle finit par en trouver dans le thorium. C'est elle qui a donné le nom de « radioactivité » au phénomène. Avec Pierre Curie et Gustave Bémont, elle commença à s'intéresser à la pechblende, un minerai uranifère qui s'était avéré plus radioactif que l'uranium qu'il contenait, ce qui  indiquait l'existence d'éléments radioactifs supplémentaires. L'un de ces éléments était chimiquement apparenté au bismuth, mais fortement radioactif, et en juillet 1898 ils publièrent un article dans lequel ils concluaient qu'il s'agissait d'un nouvel élément, qu'ils nommèrent « polonium ». Un autre élément contenu dans la pechblende ressemblait chimiquement au baryum. En décembre 1898, ils annoncèrent la découverte de ce second élément, jusqu'alors inconnu, qu'ils appelèrent « radium ». Convaincre la communauté scientifique était une autre affaire, car séparer le radium du baryum dans le minerai s'était avéré très difficile : il leur fallut trois ans pour produire un dixième de gramme de chlorure de radium, et ils n'ont jamais réussi à isoler le polonium.
En 1898, Ernest Rutherford avait noté que le thorium dégageait un gaz radioactif. En examinant le rayonnement de ce gaz, il classa les rayonnements de Becquerel en deux catégories, qu'il appela rayonnement α (alpha) et rayonnement β (bêta). Par la suite, Paul Villard découvrit un troisième type de rayonnement de Becquerel qu'il appela, poursuivant la logique de Rutherford, rayonnement γ (gamma). Marie Curie avait également noté que le radium produisait un gaz radioactif, mais l'identification chimique de ce gaz s'était avérée frustrante, et ce sont Rutherford et Frederick Soddy qui ont finalement déterminé qu'il était inerte, un peu comme l'argon. Plus tard, le gaz est devenu connu sous le nom de radon. Rutherford identifia finalement les rayons bêta comme étant des rayons cathodiques (des électrons) et émit l'hypothèse, qu'il démontra en 1909 avec l'aide de Thomas Royds, que les rayons alpha étaient des noyaux d'hélium,. Observant la désintégration radioactive des éléments, Rutherford et Soddy avaient classé les produits radioactifs selon leurs taux caractéristiques de désintégration, introduisant le concept de demi-vie,. En 1913, Soddy, sur la suggestion de Margaret Todd, proposa le terme « isotope » pour désigner les atomes qui étaient chimiquement et spectroscopiquement identiques mais qui avaient des demi-vies radioactives différentes,. Rutherford proposa ensuite un modèle de l'atome (modèle de Rutherford) dans lequel un noyau très petit, dense, composé de protons et chargé positivement était entouré d'électrons en orbite et chargés négativement. Niels Bohr l'améliora en 1913 en le réconciliant avec le comportement quantique des électrons (modèle de Bohr),,.

### Protactinium

La chaîne de désintégration de l'actinium. Une désintégration alpha déplace l'atome de deux éléments vers le bas ; une désintégration bêta le déplace d'un élément vers le haut.

En 1913, Soddy et Kasimir Fajans avaient observé indépendamment que la désintégration alpha provoquait un déplacement des atomes de deux positions vers le bas du tableau périodique des éléments, tandis que deux désintégration bêta le remontaient à sa position d'origine (loi de déplacement radioactif de Fajans et Soddy). Dans la réorganisation du tableau périodique qui en a résulté, le radium avait été placé dans le groupe II, l'actinium dans le groupe III, le thorium dans le groupe IV et l'uranium dans le groupe VI, ce qui laissait un vide entre le thorium et l'uranium. Soddy avait alors prédit que cet élément inconnu, qu'il appelait « ekatantalium » (d'après Dmitri Mendeleïev), devait être un émetteur alpha aux propriétés chimiques similaires à celles du tantale,,. Il fallut très peu de temps à Fajans et Oswald Helmuth Göhring pour le découvrir, en tant que produit de désintégration d'un émetteur bêta produit du thorium. D'après la loi de déplacement radioactif de Fajans et Soddy, il devait s'agir d'un isotope de l'élément manquant, qu'ils nommèrent « brévium » en référence à sa courte demi-vie. Cependant, il s'agissait d'un émetteur bêta et ne pouvait donc pas être l'isotope père de l'actinium. Il devait s'agir d'un autre isotope.
Deux scientifiques de l'Institut Kaiser Wilhelm de Berlin-Dahlem ont alors relevé le défi pour trouver l'isotope manquant. Otto Hahn était diplômé de l'Université de Marburg en tant que chimiste organique, mais il avait été chercheur postdoctorant à l'University College de Londres sous Sir William Ramsay, et sous Ernest Rutherford à l'Université McGill, où il avait étudié les isotopes radioactifs. En 1906, il retourna en Allemagne, où il devint assistant d'Emil Fischer à l'Université de Berlin. À McGill, il s'était habitué à travailler en étroite collaboration avec un physicien. Il s'associa donc à Lise Meitner, qui avait obtenu son doctorat à l'Université de Vienne en 1906, et avait ensuite déménagé à Berlin pour étudier la physique sous Max Planck à l'Université Frédéric-Guillaume. Meitner avait trouvé Hahn, qui avait le même âge qu'elle, moins intimidant que ses collègues plus âgés et plus distingués. En 1913, Hahn et Meitner se sont installés à l'Institut Kaiser Wilhelm, récemment établi dans le domaine de la chimie. En 1920, ils seront à la tête de leurs propres laboratoires, avec leurs propres étudiants, programmes de recherche et équipements. Leurs nouveaux laboratoires offraient des opportunités, car les anciens avaient été tellement contaminés par des substances radioactives, qu'il était devenu difficile d'y étudier des matériaux faiblement radioactifs. C'est là qu'ils ont développé une nouvelle technique pour séparer les éléments du groupe du tantale de la pechblende, ce qui, ils espéraient, accélérerait l'isolement du nouvel isotope.

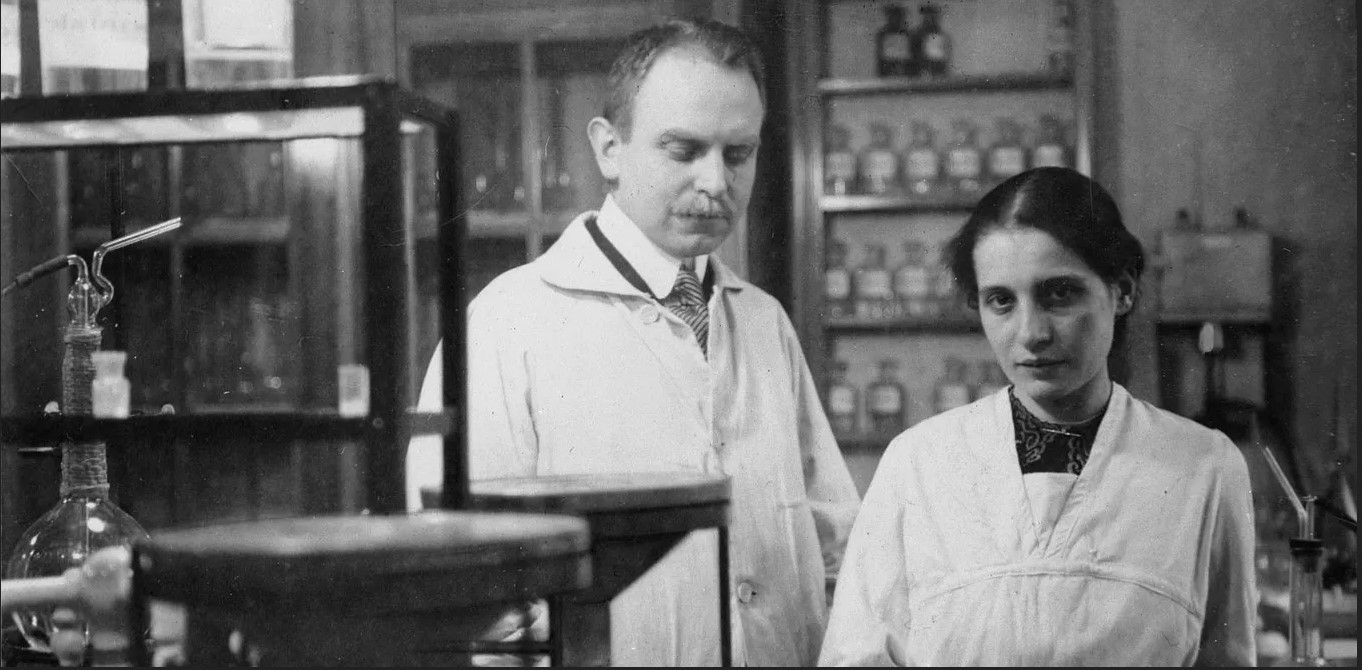
Otto Hahn et Lise Meitner en 1912.

Mais les travaux de Hahn et Meitner ont dû être interrompus par le déclenchement de la Première Guerre mondiale en 1914. Hahn avait été appelé dans l'armée allemande et Meitner était devenu radiographe bénévole dans les hôpitaux de l'armée autrichienne. Elle retourna finalement à l'Institut Kaiser Wilhelm en octobre 1916. Hahn rejoignit la nouvelle unité de commandement du gaz au quartier général impérial de Berlin en décembre 1916 après avoir voyagé entre le front de l'ouest, le front de l'est, Berlin et Leverkusen jusqu'à la fin de 1916.
La plupart des étudiants, assistants de laboratoire et techniciens avaient également été appelés sur le front. Donc Hahn, qui était en poste à Berlin entre janvier et septembre 1917, et Meitner devaient tout faire par eux-mêmes. En décembre 1917, Meitner réussit à isoler la substance et, après d'autres travaux, elle put prouver qu'il s'agissait bien de l'isotope manquant. Meitner publia ses découvertes, ainsi que celles de Hahn en juin 1918 dans la revue scientifique Physikalischen Zeitschrift, sous le titre « Die Muttersubstanz des Actiniums; ein neues radioaktives Element von langer Lebensdauer » (« La substance mère de l'actinium ; un nouvel élément radioactif à longue durée de vie »),.
Bien que Fajans et Göhring aient été les premiers à découvrir l'élément, la coutume exigeait qu'un élément soit représenté par son isotope le plus stable et le plus abondant. Le terme « brévium » ne semblait donc pas approprié, et Fajans accepta que Meitner et Hahn nomment l'élément « protactinium » et qu'ils lui attribuent le symbole chimique Pa. En juin 1918, Soddy et John Cranston avait eux aussi annoncé avoir extrait un échantillon de l'isotope, mais contrairement à Hahn et Meitner, ils n'avaient pas été en mesure de décrire ses caractéristiques. Ils ont donc reconnu la priorité de Hahn et Meitner et ont accepté le nom. Le lien avec l'uranium était resté un mystère, car aucun des isotopes connus de l'uranium ne se désintégrait en protactinium. Le mystère ne sera résolu que lors de la découverte de l'uranium 235 en 1929,.
Hahn et Meitner ont été nommés à de nombreuses reprises pour le prix Nobel de chimie dans les années 1920 par plusieurs scientifiques, parmi lesquels Max Planck, Heinrich Goldschmidt et Fajans lui-même,. En 1949, l'Union internationale de chimie pure et appliquée (UIPAC) nomma définitivement le nouvel élément « protactinium » et confirma Hahn et Meitner pour sa découverte.

## Transmutation

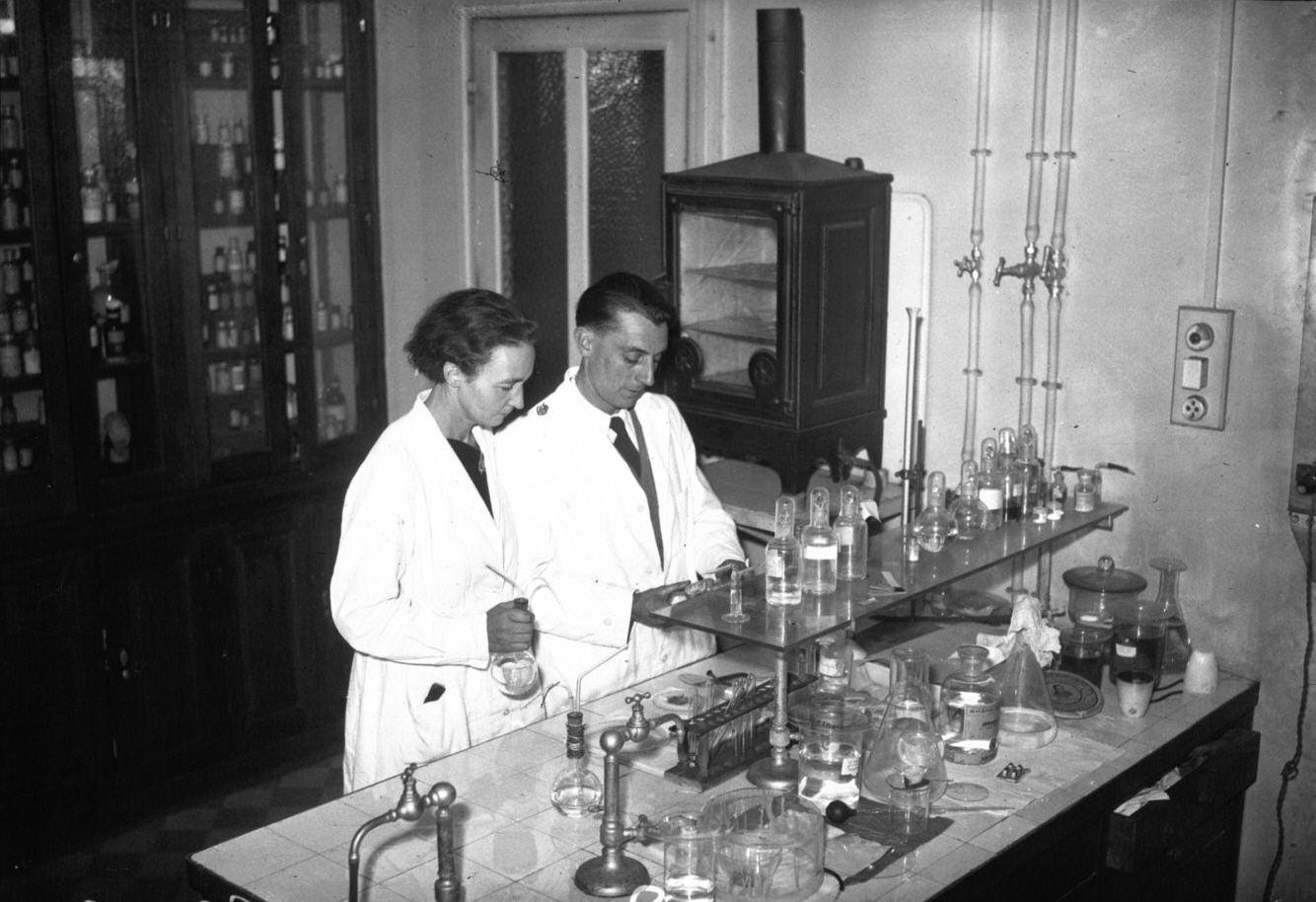
Irène Curie et Frédéric Joliot dans leur laboratoire parisien en 1935.

En 1925, Patrick Blackett réussissait la transmutation nucléaire de l'azote en oxygène. Il avait utilisé des particules alpha avec lesquelles il bombardait de l'azote. En notation moderne des noyaux atomiques, la réaction s'écrit :
| 14 7N + 4 2He → 17 8O + p |
Cette expérience constituait la première observation d'une réaction nucléaire, c'est-à-dire une réaction au cours de laquelle des particules issues de la désintégration d'un noyau étaient utilisées pour transformer un autre noyau atomique. Une transmutation entièrement artificielle a été réalisée en avril 1932 par Ernest Walton et John Cockcroft. Ils utilisaient des protons artificiellement accélérés vers du lithium et ont pu briser ce noyau en deux particules alpha. L'exploit était populairement connu sous le nom de « séparation de l'atome », mais n'était pas une fission nucléaire,, car la réaction n'était pas le résultat de la stimulation d'un processus de désintégration radioactive interne. Quelques semaines seulement avant l'exploit de Cockcroft et Walton, un autre scientifique au Laboratoire Cavendish, James Chadwick, venait de découvrir le neutron à l'aide d'un dispositif ingénieux à base de cire à cacheter. Il avait bombardé du béryllium avec des particules alpha, induisant la réaction suivante, :
| 9 4Be + 4 2He → 12 6C + n |
En 1934, alors qu'ils irradiaient une feuille d'aluminium avec des particules alpha, Irène Curie et Frédéric Joliot ont découvert qu'un isotope radioactif du phosphore était produit, avec une demi-vie d'environ trois minutes :
| 27 13Al + 4 2He → 30 15P + n |
Le phosphore se désintégrait ensuite en un isotope stable du silicium, selon la réaction :
| 30 15P → 30 14Si + e+ |
En outre, ils avaient noté que la radioactivité se poursuivait après la fin de l'émission des neutrons. Non seulement ils venaient de découvrir un nouveau mode de désintégration radioactive sous la forme de l'émission d'un positron, mais ils avaient également réussi à transmuter un élément en un isotope radioactif, jusqu'alors inconnu, d'un autre élément. Ils avaient donc induit de la radioactivité là où il n'y en avait pas auparavant. Avec cette découverte, la radiochimie n'était plus cantonnée à certains éléments lourds, mais elle venait d'être étendue à l'ensemble du tableau périodique,,.
Chadwick avait compris que puisque les neutrons étaient électriquement neutres, ils pourraient pénétrer les noyaux plus facilement que des protons ou des particules alpha. Enrico Fermi, avec l'aide de ses collègues Edoardo Amaldi, Oscar D'Agostino, Franco Rasetti et Emilio Segrè avait repris cette idée à Rome. Rasetti avait visité le laboratoire de Meitner en 1931 puis, une nouvelle fois, en 1932 après la découverte de Chadwick, et il avait appris comment préparer une source de neutrons au polonium-béryllium. De retour à Rome, il commença à construire des compteurs Geiger ainsi qu'une chambre à brouillard sur le modèle de Meitner. L'intention initiale de Fermi était d'utiliser le polonium comme source de particules alpha, comme l'avaient fait Chadwick et Curie avant lui. Mais le radon était une source de particules alpha plus puissante que le polonium, bien qu'il émettait également des rayons bêta et des rayons gamma, qui perturbaient les équipements de détection du laboratoire. Rasetti étant parti en vacances de Pâques sans préparer la source de polonium-béryllium, Fermi se rendit compte que puisqu'il s'intéressait aux produits de la réaction, il pouvait très bien irradier son échantillon dans un laboratoire, puis le tester dans un autre à l'autre bout du couloir. Il était assez simple de préparer la source de neutrons en mélangeant le radon avec du béryllium en poudre dans une capsule scellée. De plus, il était facile d'obtenir du radon : Giulio Cesare Trabacchi avait plus d'un gramme de radium et il était heureux d'approvisionner Fermi en radon. Avec une demi-vie de seulement 3,82 jours, le radon serait de toute façon rapidement gaspillé, et il était toujours possible d'en produire plus à partir du radium,.

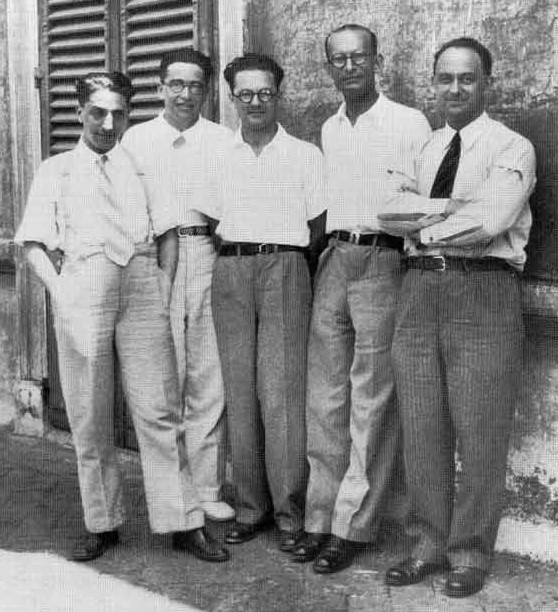
Enrico Fermi et ses étudiants (les garçons de la rue Panisperna) dans la cour de l'Institut de Physique de l'Université de Rome à Via Panisperna, vers 1934. De gauche à droite : Oscar D'Agostino, Emilio Segrè, Edoardo Amaldi, Franco Rasetti et Enrico Fermi.

Un peu à la manière du travail à la chaine, ils commencèrent par irradier de l'eau, puis ils ont remonté le tableau périodique des éléments en passant par le lithium, le béryllium, le bore et le carbone, sans pour autant induire de radioactivité. Avec l'aluminium et le fluor, ils ont finalement eu leurs premiers succès. En poursuivant, ils sont arrivés à induire de la radioactivité par bombardement neutronique de 22 éléments différents,. Meitner faisait partie du groupe restreint de physiciens à qui Fermi avait envoyé des copies préliminaires de ses articles, et elle avait signalé avoir vérifié ses découvertes en ce qui concernait l'aluminium, le silicium, le phosphore, le cuivre et le zinc. Lorsqu'un nouvel exemplaire de La Ricerca Scientifica est arrivé à l'Institut Niels Bohr de physique théorique de l'Université de Copenhague, le neveu de Meitner, Otto Frisch, étant le seul physicien capable de lire l'italien, s'est retrouvé sollicité par ses collègues qui souhaitaient une traduction des articles. Le groupe de Rome n'avait pas d'échantillons de terres rares, mais à l'institut de Bohr, George de Hevesy avait un ensemble complet de leurs oxydes qui lui avaient été fournis par la société Auergesellschaft. De Hevesy et Hilde Levi ont donc également été introduits dans le processus.
Lorsque le groupe de Rome est arrivé à l'uranium, ils ont rencontré un problème : la radioactivité de l'uranium naturel était presque aussi importante que celle de leur source de neutrons. Ce qu'ils observaient était un mélange complexe de demi-vies. S'inspirant de la loi de déplacement radioactif, ils cherchaient du plomb, du bismuth, du radium, de l'actinium, du thorium ou du protactinium (en sautant les éléments dont les propriétés chimiques étaient alors inconnues) et ils n'ont trouvé, fort justement, aucune indication de leur présence. Fermi connaissait trois types de réactions provoquées par l'irradiation neutronique : l'émission de particules alpha (n, α) ; l'émission de protons (n, p) ; et l'émission de rayons gamma (n, γ). Invariablement, les nouveaux isotopes se désintégraient par émission bêta, ce qui faisait remonter les éléments dans le tableau périodique.
Sur la base du tableau périodique de l'époque, Fermi pensait que l'élément 93 était l'ékarhénium - l'élément en-dessous du rhénium - avec des caractéristiques similaires à celles du manganèse. Ayant bel et bien trouvé un tel élément, Fermi conclut provisoirement que ses expériences avaient créé de nouveaux éléments avec 93 et 94 protons, qu'il avait surnommé respectivement ausonium et hespérium,. Les résultats ont été publiés dans Nature en juin 1934. Cependant, dans cet article, Fermi avertissait : « Une recherche minutieuse de ces particules lourdes n'a pas encore été effectuée, car leur observation nécessite que le produit actif soit sous la forme d'une couche très mince. Il semble donc prématuré à l'heure actuelle de formuler une hypothèse définitive sur la chaîne de désintégrations en cause. » Rétrospectivement, ce qu'ils avaient détecté était du technétium, un élément inconnu à l'époque se situant entre le manganèse et le rhénium dans le tableau périodique, appartenant donc au même groupe.
Leo Szilard et Thomas A. Chalmers avaient rapporté que les neutrons générés par des rayons gamma interagissant sur du béryllium étaient capturés par l'iode, une réaction que Fermi avait également notée. Lorsque Meitner répéta l'expérience, elle découvrit que les neutrons issus des sources de gamma-béryllium étaient capturés par des éléments lourds comme l'iode, l'argent et l'or, mais pas par des éléments plus légers comme le sodium, l'aluminium et le silicium. Elle en conclut que les neutrons lents devaient être plus susceptibles de se faire capturer que les neutrons rapides, une découverte qu'elle rapporta dans Naturwissenschaften en octobre 1934,. À l'époque, tout le monde pensait que les neutrons devaient être énergétiques, comme c'était le cas avec les particules alpha et les protons. Mais l'énergie n'était nécessaire que pour pouvoir franchir la barrière coulombienne. Dans le cas des neutrons, dont la charge est nulle, il y avait plus de chance pour qu'ils se fasse capturer par un noyau s'ils restaient plus longtemps dans son voisinage. Quelques jours plus tard, Fermi se mit à considérer une curiosité que son groupe avait remarquée, à savoir que l'uranium semblait réagir différemment dans différentes parties du laboratoire : l'irradiation neutronique menée sur une table en bois induisait plus de radioactivité que sur une table en marbre située dans la même pièce. Fermi y réfléchit et essaya de placer un morceau de cire de paraffine entre la source de neutrons et l'uranium. Le résultat fut une augmentation spectaculaire de l'activité. D'après son raisonnement, les neutrons devaient être ralentis par des collisions avec les atomes d'hydrogène présents dans la paraffine et dans le bois. Après le départ de D'Agostino, le groupe de Rome n'avait plus de chimiste, et la perte ultérieure de Rasetti et de Segrè réduisit le groupe à seulement Fermi et Amaldi, qui abandonnèrent la recherche sur la transmutation pour se concentrer sur l'exploration de la physique des neutrons lents.
En 1934, le modèle en vigueur pour décrire le noyau était celui de la goutte liquide, proposé pour la première fois par George Gamow en 1930. Ce modèle simple et élégant avait ensuite été affiné et développé par Carl Friedrich von Weizsäcker, ainsi que par Werner Heisenberg en 1935 et par Niels Bohr en 1936, après la découverte du neutron. Il concordait étroitement avec les observations. Dans ce modèle, les nucléons étaient maintenus ensemble dans le plus petit volume possible (une sphère) par la force nucléaire forte, qui était capable de surmonter la répulsion électrique coulombienne entre les protons, parce que cette dernière était à plus longue portée. Le modèle est resté utilisé dans certaines applications jusqu'au début du XXIe siècle, quand il a attiré l'attention des mathématiciens qui se sont intéressés à ses propriétés,,, mais dans sa forme de 1934, il confirmait ce que les physiciens pensaient déjà savoir, à savoir que les noyaux étaient statiques et que les chances pour qu'une collision puisse extraire plus d'une particule alpha étaient pratiquement nulles.

## Découverte

### Objections
Fermi reçut le prix Nobel de physique en 1938 pour ses « démonstrations de l'existence de nouveaux éléments radioactifs produits par irradiation neutronique, et pour sa découverte connexe des réactions nucléaires provoquées par des neutrons lents ». Cependant, tout le monde n'était pas convaincu par l'analyse de Fermi. Ida Noddack suggéra en septembre 1934 qu'au lieu de créer un nouvel élément 93 plus lourd :

« On pourrait tout aussi bien supposer que lorsque des neutrons sont utilisés pour produire des désintégrations nucléaires, il se produit certaines réactions nucléaires totalement nouvelles qui n'avaient pas été observées auparavant lorsque l'on bombardait les noyaux atomiques avec des protons ou des particules alpha. Par le passé, on a constaté que les transmutations des noyaux n'avaient lieu qu'avec l'émission d'électrons, de protons ou de noyaux d'hélium, de sorte que les éléments lourds ne changeaient de masse que d'une faible quantité pour produire des éléments voisins. Lorsque des noyaux lourds sont bombardés par des neutrons, il est concevable que le noyau puisse se disloquer en plusieurs gros fragments, qui seraient bien sûr des isotopes d'éléments connus, mais ne seraient pas voisins de l'élément irradié. »

L'article de Noddack avait été lu par l'équipe de Fermi à Rome, par Curie et Joliot à Paris, ainsi que par Meitner et Hahn à Berlin. Cependant, l'objection citée était loin d'être suffisante, et elle n'était que l'une des nombreuses lacunes que Noddack avait relevées dans l'affirmation de Fermi. Le modèle de la goutte liquide de Bohr n'avait pas encore été formulé, il n'y avait donc aucun moyen théorique pour calculer s'il était physiquement possible que les atomes d'uranium puissent se briser en gros fragments. Noddack et son mari, Walter Noddack, étaient des chimistes de renom qui avaient été nommés pour le prix Nobel de chimie pour leur découverte du rhénium, bien qu'à l'époque ils aient également été mêlés à une controverse concernant la découverte de l'élément 43, qu'ils avaient nommé « masurium ». La découverte du technétium par Emilio Segrè et Carlo Perrier mit finalement fin à leur prétention, mais elle ne s'est produite qu'en 1937. Il est peu probable que Meitner ou Curie aient eu des préjugés contre Noddack à cause de son sexe, mais Meitner n'avait pas peur de dire à Hahn : « Hähnchen, von Physik verstehst Du Nichts » (« Hahn mon cher, de la physique vous ne comprenez rien »). La même attitude avait été adoptée par Noddack, qui n'avait pas proposé de modèle nucléaire alternatif, ni même essayé de mener des expériences pour étayer ses affirmations. Bien que Noddack ait été une chimiste analytique renommée, elle n'avait pas la formation en physique qui lui aurait permis d'apprécier l'énormité de ce qu'elle proposait.

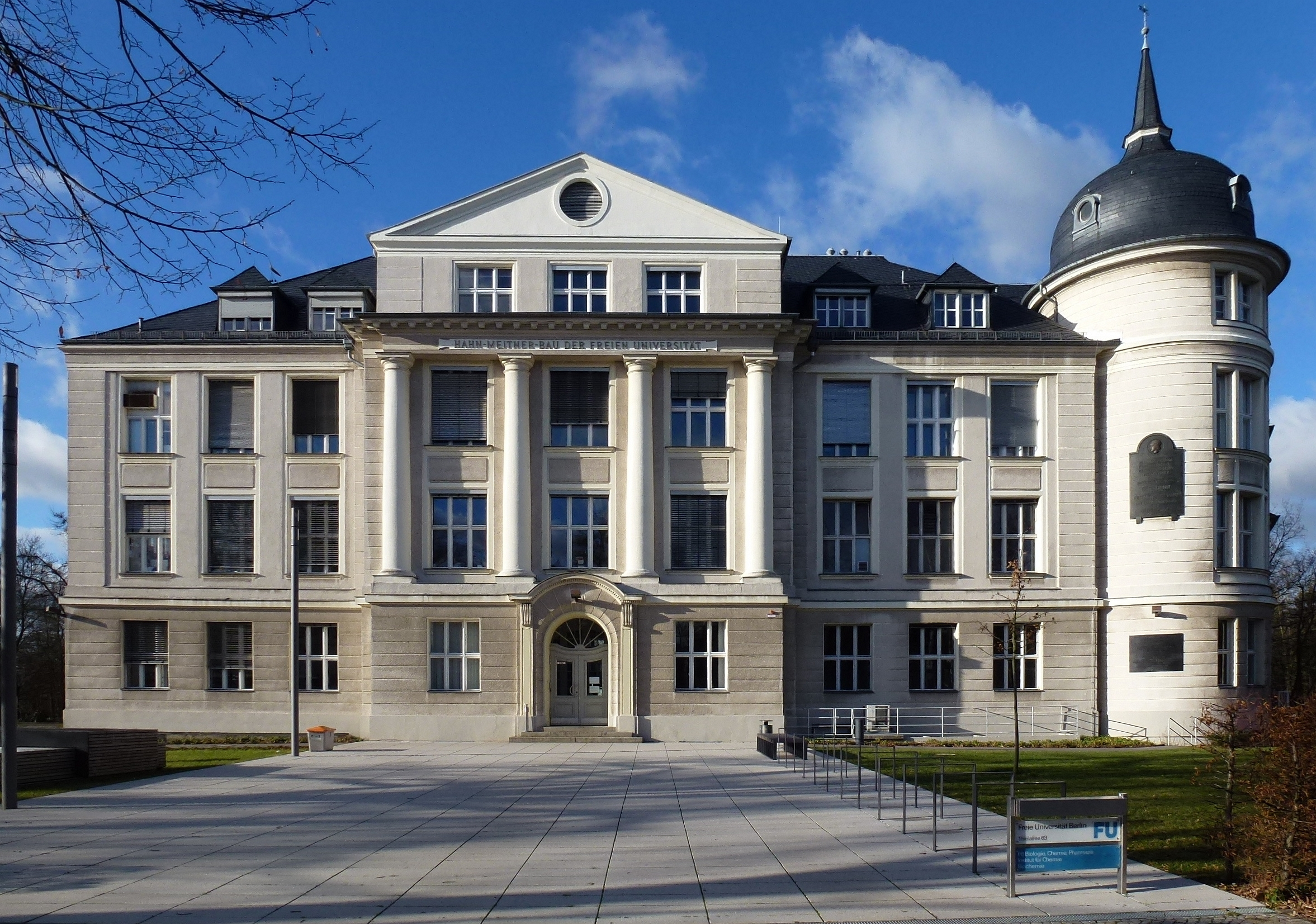
Ancien bâtiment de l'Institut Kaiser Wilhelm de chimie à Berlin. Après la Seconde Guerre mondiale, il a été intégré à l'Université libre de Berlin. Il a été rebaptisé bâtiment Otto Hahn en 1956, puis bâtiment Hahn-Meitner en 2010,.

Noddack n'était pas la seul à critiquer l'affirmation de Fermi. Aristid von Grosse suggérait que ce que Fermi avait découvert était un isotope du protactinium,. Meitner était impatiente d'étudier les résultats de Fermi, mais elle reconnaissait que la tâche nécessitait un chimiste hautement qualifié, et elle voulait le meilleur qu'elle connaissait, en la personne de Hahn, bien qu'ils n'avaient plus collaboré ensemble depuis de nombreuses années. Au départ, Hahn n'était pas intéressé, mais la mention du protactinium par von Grosse lui fit changer d'avis. Plus tard, il écrivit : « La seule question semblait être de savoir si Fermi avait trouvé des isotopes d'éléments transuraniens, ou des isotopes de l'élément immédiatement inférieur, le protactinium. À cette époque, Lise Meitner et moi-même avions décidé de reproduire les expériences de Fermi afin de savoir si l'isotope ayant une demi-vie de treize minutes était un isotope du protactinium ou non. C'était une décision logique, ayant été les découvreurs du protactinium. »
Hahn et Meitner ont alors été rejoints par Fritz Strassmann. Strassmann avait reçu son doctorat en chimie analytique à l'Université technique de Hanovre en 1929, et il était venu à l'Institut Kaiser Wilhelm de chimie pour étudier sous Hahn, estimant que cela améliorerait ses perspectives d'emploi. Il aimait tellement le travail et les personnes, que lorsque son indemnité expira en 1932, il décida de rester. Après l'arrivée au pouvoir du parti nazi en Allemagne en 1933, il déclina une offre d'emploi lucrative parce qu'elle nécessitait une formation politique ainsi que l'adhésion au parti nazi. Il démissionna également de la Société des chimistes allemands lorsqu'elle est devenue une branche du Front du travail allemand nazi. En conséquence, il ne pouvait ni travailler dans l'industrie chimique ni recevoir son habilitation, qui lui était nécessaire pour devenir chercheur indépendant en Allemagne. Meitner avait pu persuader Hahn d'embaucher Strassmann en utilisant les fonds pour circonstances spéciales alloués au directeur. En 1935, Strassmann devint assistant ne recevant qu'un demi-traitement. Peu de temps après, il sera crédité en tant que collaborateur dans les articles produits par le groupe.
La loi allemande sur la restauration de la fonction publique de 1933 avait éliminé tous les Juifs de la fonction publique, dont faisait partie le milieu universitaire. Meitner n'avait jamais essayé de dissimuler son origine juive, mais elle avait d'abord été exemptée des effets de la loi pour plusieurs motifs : elle avait été employée avant 1914, elle avait servi dans l'armée pendant la Première Guerre mondiale, elle était une citoyenne autrichienne plutôt qu'allemande, et l'Institut Kaiser Wilhelm était un partenariat entre le gouvernement et l'industrie. Cependant, elle a finalement été renvoyée de son poste de professeur auxiliaire à l'Université de Berlin parce que son service pendant la Première Guerre mondiale ne s'était pas déroulé sur le front et qu'elle n'avait terminé son habilitation qu'en 1922. Carl Bosch, le directeur de IG Farben, un sponsor important de l'Institut Kaiser Wilhelm de chimie, avait assuré à Meitner que son poste était sûr et elle accepta de rester. Meitner, Hahn et Strassmann s'étaient rapprochés sur le plan personnel du fait que leur politique antinazie les mettait de plus en plus á l'écart du reste de l'organisation, ce qui leur donnait plus de temps pour la recherche, car l'administration avait été déléguée aux assistants de Hahn et de Meitner.

### Recherche

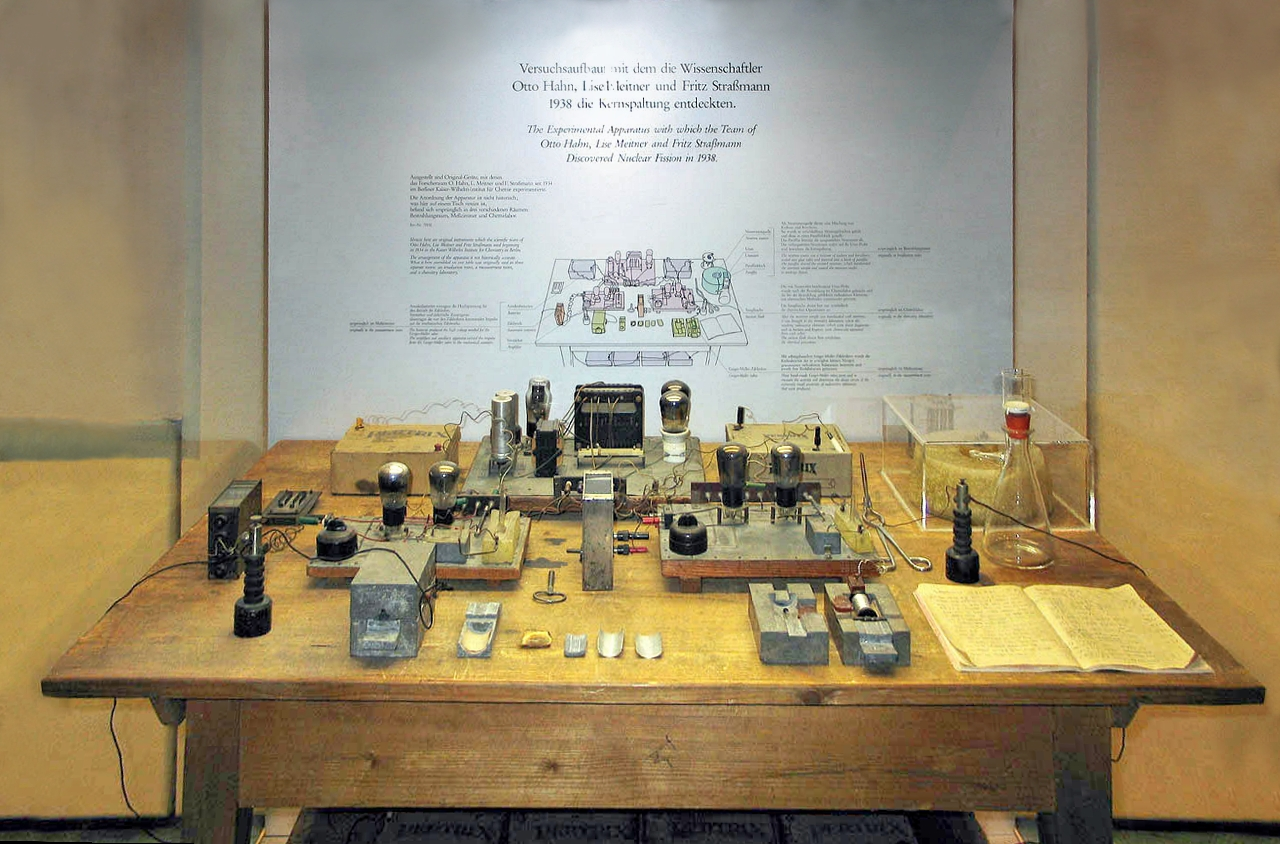
L'exposition sur la fission nucléaire au Deutsches Museum de Munich. La table et les instruments sont d'origine,, mais n'auraient pas été ensemble dans la même pièce. La pression des historiens, des scientifiques et des féministes a amené le musée à modifier l'exposition en 1988 pour reconnaître Lise Meitner, Otto Frisch et Fritz Strassmann.

Le groupe de Berlin commença par bombarder du sel d'uranium avec des neutrons produits par une source de radon-béryllium similaire à celle que Fermi avait utilisée. Ils l'ont ensuite dissous et y ont ajouté du perrhénate de potassium, du chlorure de platine et de l'hydroxyde de sodium. L'ensemble a finalement été acidifié avec du sulfure d'hydrogène, faisant apparaître des précipités de sulfure de platine et de sulfure de rhénium. Fermi avait noté quatre isotopes radioactifs, les plus stables ayant des demi-vies de 13 min et de 90 min, et ceux-ci ont été détectés dans le précipité. Ils ont ensuite testé la présence de protactinium en ajoutant du protactinium 234 à la solution. Lorsque celui-ci s'est précipité, il s'est avéré qu'il était séparé des isotopes de demi-vie de 13 et de 90 min, démontrant ainsi que von Grosse s'était trompé et qu'il ne s'agissait pas d'isotopes du protactinium. De plus, les réactions chimiques impliquées permettaient d'exclure tous les éléments à partir du mercure et au-dessus dans le tableau périodique des éléments. Ils sont finalement parvenus à précipiter le composant à la demi-vie de 90 min avec du sulfure d'osmium et celui ayant la demi-vie de 13 min avec du sulfure de rhénium, ce qui excluait qu'ils puissent s'agir des isotopes du même élément. Tout cela fournissait des preuves solides qu'on était bien en présence d'éléments transuraniens, avec des propriétés chimiques similaires à celles de l'osmium et du rhénium,.
Fermi avait également signalé que les neutrons rapides et les neutrons lents produisaient des activités différentes. Ceci indiquait qu'il ne se produisait pas qu'un seul type de réaction. Lorsqu'il s'est avéré que les membres du groupe de Berlin ne pouvait pas reproduire les découvertes de Rome, ils se sont mis à faire leurs propres recherches sur les effets des neutrons rapides et lents. Pour minimiser la contamination radioactive en cas d'accident, les différentes phases de l'expérience étaient réalisées dans différentes pièces, toutes dans la section Meitner au rez-de-chaussée de l'Institut Kaiser Wilhelm. L'irradiation neutronique s'effectuait dans un laboratoire, la séparation chimique dans un autre et les mesures dans un troisième. Les équipements qu'ils utilisaient étaient simple et principalement fabriqués maison.
En mars 1936, ils avaient identifié dix demi-vies différentes, avec des niveaux de certitude plus ou moins élevés. Pour pouvoir les expliquer, Meitner avait dû émettre l'hypothèse d'une nouvelle classe de réaction de type (n, 2n) ainsi que d'une désintégration alpha de l'uranium, bien qu'aucune n'ait jamais été signalée auparavant et que les évidences physiques manquaient. Ainsi, tandis que Hahn et Strassmann affinaient leurs procédures chimiques, Meitner concevait de nouvelles expériences pour faire toute la lumière sur les processus de réaction. En mai 1937, ils publièrent des rapports parallèles, un dans Zeitschrift für Physik avec Meitner comme auteur principal, et un dans Chemische Berichte avec Hahn comme auteur principal,,. Hahn concluait le sien en déclarant catégoriquement : « Vor allem steht ihre chemische Verschiedenheit von allen bisher bekannten Elementen außerhalb jeder Diskussion » (Avant tout, leur différence chimique avec tous les éléments précédemment connus n'a pas besoin d'être discutée d'avantage.) Mais Meitner était de plus en plus sceptique. À ce stade, ils avaient construit trois réactions de type (n, γ) :
1. 238
92U + n → 239
92U (10 secondes) → 239
93ekaRe (2,2 minutes) → 239
94ekaOs (59 minutes) → 239
95ekaIr (66 heures) → 239
96ekaPt (2,5 heures) → 239
97ekaAu (?)
2. 238
92U + n → 239
92U (40 secondes) → 239
93ekaRe (16 minutes) → 239
94ekaOs (5,7 heures) → 239
95ekaIr (?)
3. 238
92U + n → 239
92U (23 minutes) → 239
93ekaRe

Meitner était certaine qu'il devait s'agir de réactions (n, γ), car les neutrons lents n'avaient pas assez d'énergie pour éjecter des protons ou des particules alpha. Elle envisageait la possibilité que les réactions puissent provenir de différents isotopes de l'uranium, puisque trois étaient connus à l'époque : l'uranium 238, l'uranium 235 et l'uranium 234. Cependant, lorsqu'elle calcula la section efficace des neutrons, elle trouva une valeur trop élevée pour qu'il puisse s'agir d'autre chose que l'isotope le plus abondant, l'uranium 238. Elle en conclut qu'ils devaient être en présence d'un cas d'isomérie nucléaire, qui avait été découvert pour le protactinium par Hahn en 1922. L'isomérie nucléaire avait reçu une explication physique de von Weizsäcker, qui avait été l'assistant de Meitner en 1936, mais avait depuis pris un poste à l'Institut Kaiser Wilhelm de physique. Différents isomères nucléaires du protactinium avaient des demi-vies différentes, et il se pouvait qu'il en soit de même pour l'uranium. Mais si tel était le cas, les demi-vies était en quelque sorte hérité par les produits fils et petits-fils, ce qui semblait pousser l'argument jusqu'à son point de rupture. Puis il y avait la troisième réaction, une réaction (n, γ) qui ne se produisait qu'avec des neutrons lents. Meitner avait donc terminé son rapport sur une note très différente de celle de Hahn, rapportant que : « Le processus doit être la capture du neutrons par l'uranium 238, conduisant à trois noyaux isomères de l'uranium 239. Ce résultat est très difficile à réconcilier avec les conceptions actuelles du noyau,. »

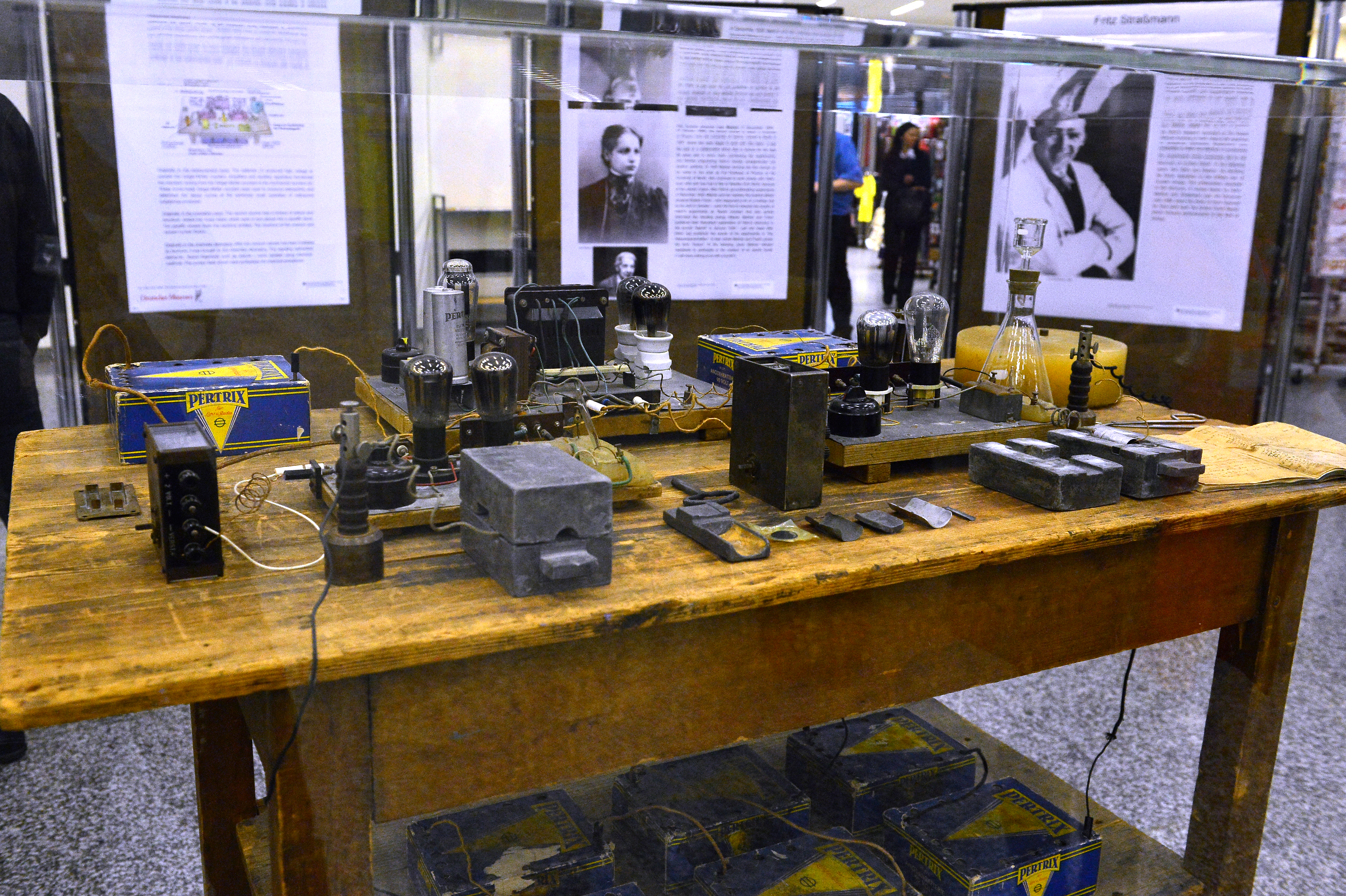
Exposition à l'occasion du 75^{e} anniversaire de la découverte de la fission nucléaire, au Centre international de Vienne en 2013. Des images de Meitner et de Strassmann sont mises en évidence.

Après cela, le groupe de Berlin s'était mis à travailler avec du thorium, pour, comme le disait Strassmann, « se remettre de l'horreur du travail avec l'uranium ». Cependant, il n'était pas plus facile de travailler avec le thorium qu'avec l'uranium. Pour commencer, le thorium avait un produit de désintégration, le radiothorium (228
90Th), dont l'activité était largement supérieure à celle induite par les neutrons. Mais Hahn et Meitner disposaient d'un échantillon dont ils avaient régulièrement retiré le mésothorium (228
88Ra), isotope père du radiothorium, pendant plusieurs années, ce qui avait permis au radiothorium de se désintégrer et de disparaître. Même avec cela, il était encore difficile de travailler avec le thorium parce que ses produits de désintégration, induits par l'irradiation neutronique, étaient des isotopes des mêmes éléments produits par la désintégration radioactive du thorium lui-même. Malgré tout, ils ont découvert trois séries de désintégration différentes, toutes par des émissions de particules alpha, une forme de désintégration qui ne se trouvait dans aucun autre élément lourd et pour laquelle Meitner avait de nouveau dû postuler plusieurs isomères. Par contre, ils ont également trouvé un résultat intéressant : ces séries de désintégration de type (n, α) se produisaient simultanément lorsque l'énergie des neutrons incidents était inférieure à 2,5 MeV. Lorsque l'énergie était supérieure, une réaction (n, γ) qui formait du 233
90Th était privilégiée.
A Paris, Irène Curie et Pavel Savitch avaient également entrepris de reproduire les découvertes de Fermi. En collaboration avec Hans von Halban et Peter Preiswerk, ils ont donc irradié du thorium et ont produit le même isotope que Fermi avait trouvé avec une demi-vie de 22 min. En tout, l'équipe Curie était parvenu à détecter huit demi-vies différentes au cours de leur irradiation du thorium. En particulier, ils avaient obtenu une substance radioactive avec une demi-vie de 3,5 h,,, et ont proposé qu'il pourrait s'agir d'un isotope du thorium. Meitner avait alors demandé à Strassmann, qui faisait maintenant la plupart des travaux de chimie, de vérifier cela, mais il ne détecta aucun signe de thorium. Meitner écrivit à Curie avec leurs résultats et lui suggéra une rétractation discrète. Néanmoins, le groupe de Curie persistait et fit des recherches sur la chimie de la substance. Ils ont alors découvert que l'activité de 3,5 heures provenait de quelque chose qui semblait être chimiquement similaire au lanthane (et il se trouve qu'il s'agissait bien du lanthane), qu'ils ont tenté en vain d'isoler avec un processus de cristallisation fractionnée. (Il est possible que leur précipité ait été contaminé par de l'yttrium, qui est chimiquement similaire.) En utilisant des compteurs Geiger et en sautant l'étape de la précipitation chimique, Curie et Savitch ont également détecté la demi-vie de 3,5 h dans de l'uranium irradié.
À la suite de l'Anschluss (unification de l'Allemagne avec l'Autriche le 12 mars 1938), Meitner perdit sa nationalité autrichienne. James Franck lui avait alors proposé de parrainer son immigration vers les États-Unis et Bohr lui avait offert une place temporaire dans son institut, mais lorsqu'elle s'était présentée à l'ambassade du Danemark pour demander un visa, on lui dit que son passeport autrichien n'était plus reconnu par le Danemark. Le 13 juillet 1938, Meitner partit finalement pour les Pays-Bas avec le physicien hollandais Dirk Coster. Avant son départ, Otto Hahn lui avait donné une bague en diamant héritée de sa mère, qu'elle pourrait vendre si nécessaire. Elle finit par réussir à se mettre à l'abri, mais avec seulement ses vêtements d'été. Meitner déclara plus tard qu'elle avait quitté l'Allemagne pour toujours avec seulement 10 marks dans son sac à main. Avec l'aide de Coster et d'Adriaan Fokker, elle réussit à s'envoler pour Copenhague, où elle fut accueillie par Frisch, puis resta avec Niels et Margrethe Bohr dans leur maison de vacances à Tisvilde. Le 1er août 1938, elle put finalement se rendre en train à Stockholm, où elle fut accueillie par Eva von Bahr.

### Interprétation
Le groupe de Paris publia ses résultats en septembre 1938. Hahn avait rejeté que l'isotope à la demi-vie de 3,5 h puisse être une contamination, mais après avoir examiné les détails des expériences du groupe de Paris et les courbes de désintégration, Strassmann était inquiet. Il décida donc de reproduire l'expérience, en utilisant sa méthode pour séparer le radium. Cette fois, ils trouvèrent ce qu'ils pensaient être du radium, qui, selon Hahn, pouvait résulter de deux désintégrations alpha :
| 238 92U + n → α + 235 90Th → α + 231 88Ra |
Meitner avait du mal à le croire,.

Le mécanisme de la fission. Un neutron arrivant sur un noyau le fait vaciller, s'allonger puis se diviser.

En novembre, Hahn se rendit à Copenhague, où il rencontra Bohr et Meitner, qui lui ont dit qu'ils n'étaient pas très enthousiasmés par les isomères du radium proposés. Sur les instructions de Meitner, Hahn et Strassmann ont donc recommencé leurs expériences, alors même que Fermi recevait son prix Nobel à Stockholm. Assistés de Clara Lieber et Irmgard Bohne, ils ont réussi à isoler les trois isotopes du radium (qu'ils pouvaient vérifier par leurs demi-vies) et ont utilisé la méthode de cristallisation fractionnée pour les séparer du support de baryum en ajoutant des cristaux de bromure de baryum en quatre étapes. Le radium se précipitant de préférence dans une solution de bromure de baryum, à chaque étape la fraction soutirée devait contenir moins de radium qu'à l'étape précédente. Cependant, ils n'ont pu trouver aucune différence dans chacune des fractions. Pour être certain que leur processus ne soit pas défectueux d'une manière ou d'une autre, ils l'avaient vérifié avec des isotopes connus du radium, et tout s'était bien passé. Le 19 décembre, Hahn écrivait à Meitner, l'informant que les isotopes du radium se comportaient chimiquement comme du baryum. Soucieux de terminer avant les vacances de Noël, Hahn et Strassmann ont envoyé leurs conclusions à Naturwissenschaften le 22 décembre, sans attendre la réponse de Meitner. Hahn avait compris qu'un « éclatement » des noyaux atomiques s'était produit,, mais il n'était pas certain de cette interprétation. Il avait conclu son article de Naturwissenschaften par : « En tant que chimistes... nous devrions substituer les symboles Ba, La, Ce par Ra, Ac, Th. En tant que chimistes nucléaires assez proches de la physique, nous ne pouvons pas encore nous résoudre à prendre cette voie qui contredit toutes les expériences antérieures de la physique. »
Frisch célébrait habituellement Noël avec Meitner à Berlin, mais en 1938, elle accepta une invitation d'Eva von Bahr pour le célébrer avec sa famille à Kungälv, et Meitner demanda à Frisch de la rejoindre là-bas. Meitner avait reçu la lettre de Hahn décrivant sa preuve chimique qu'une partie du produit du bombardement de l'uranium avec des neutrons était du baryum. Le baryum avait une masse atomique de 40 % inférieure à celle de l'uranium, et aucune méthode de désintégration radioactive connue jusque-là ne pouvait expliquer une si grande différence de masse entre les deux noyaux,. Néanmoins, elle avait immédiatement répondu à Hahn pour lui dire : « Pour le moment l'hypothèse d'une rupture aussi radicale [du noyau] me semble très difficile, mais en physique nucléaire nous avons connu tant de surprises qu'on ne peut plus inconditionnellement dire : « C'est impossible ». » Meitner estimait que Hahn était un chimiste trop vigilant pour avoir fait une telle erreur élémentaire, mais elle trouvait les résultats difficiles à expliquer. Toutes les réactions nucléaires qui avaient été documentées jusqu'alors impliquaient l'émission de protons ou de particules alpha. Rompre le noyau semblait beaucoup plus difficile. Cependant, le modèle de la goutte liquide postulé par Gamow suggérait qu'il était possible qu'un noyau atomique puisse s'allonger et qu'il surmonte la tension superficielle qui maintient sa cohésion.

D'après Frisch :

« À ce moment-là, nous nous sommes assis tous les deux sur un tronc d'arbre (toute cette discussion avait eu lieu pendant que nous marchions à travers les bois dans la neige, moi avec mes skis aux pieds, et Lise Meitner faisant valoir qu'elle pouvait marcher aussi vite sans), et avons commencé à faire des calculs sur des bouts de papier. Nous avons découvert que la charge d'un noyau d'uranium était en effet suffisamment grande pour surmonter presque complètement l'effet de la tension superficielle ; ainsi le noyau d'uranium pourrait bien ressembler à une goutte instable très bancale, prête à se diviser à la moindre provocation, comme sous l'impact d'un simple neutron.
Mais il y avait un autre problème. Après la séparation, les deux gouttes s'éloigneraient sous l’effet de leur répulsion électrique mutuelle et acquerraient une vitesse élevée et donc une très grande énergie, environ 200 MeV en tout ; d'où pouvait bien provenir cette énergie ? Fort heureusement, Lise Meitner s'est souvenue de la formule empirique pour calculer les masses des noyaux et a découvert que l’ensemble des deux noyaux formés par la division d'un noyau d'uranium seraient plus légers que le noyau d'uranium d'origine, d'environ un cinquième de la masse d'un proton. Mais chaque fois que de la masse disparaît, de l'énergie est créée, selon la formule d'Einstein E=mc2 et un cinquième de la masse d'un proton équivaut à 200 MeV. Donc, voici la source de cette énergie ; tout se mettait en place ! »

Meitner et Frisch avaient correctement interprété les résultats de Hahn : ils avaient compris que le noyau d'uranium s'était divisé à peu près en deux. Les deux premières réactions observées par le groupe de Berlin étaient des éléments légers créés par la désintégration d'un noyaux d'uranium ; la troisième, celle de 23 minutes, était une désintégration produisant le véritable élément 93. De retour à Copenhague, Frisch en informa Bohr. Ce dernier s'est alors giflé le front et s'est exclamé « Comment avons-nous pu être aussi bêtes ! » Bohr promit de ne rien dire jusqu'à ce qu'ils aient un article prêt à être publié. Pour accélérer le processus, ils ont décidé de soumettre une note d'une page dans la revue Nature. À ce stade, la seule preuve dont ils disposaient était celle du baryum. Logiquement, si du baryum s'était formé, l'autre élément devait être du krypton, bien que Hahn ait cru à tort que les masses atomiques devaient totaliser 239 (alors que c'était les nombres atomiques qui devaient totaliser 92) et qu'il pensait en fait que c'était du masurium (technétium), et ne l'avait donc pas vérifié :
235
92U + n → 
56Ba + 
36Kr + some n
Au cours d'une série d'appels téléphoniques longue distance, Meitner et Frisch sont parvenus à concevoir une expérience simple pour étayer leur affirmation : mesurer le recul des fragments de fission à l'aide d'un compteur Geiger dont le seuil de détection était fixé au-dessus de l'énergie des particules alpha. Frisch a mené l'expérience le 13 janvier 1939 et a mesuré des impulsions produites par la réaction exactement comme ils les avaient prédites. Il a ensuite décidé qu'il fallait un nouveau nom pour désigner le processus nucléaire qu'ils venaient de découvrir. Il a donc demandé à William A. Arnold, un biologiste américain travaillant avec de Hevesy, comment les biologistes appelaient le processus par lequel les cellules vivantes se divisaient en deux nouvelles cellules. Arnold lui a répondu qu'ils appelaient cela de la fission et c'est ce nom que Frisch a utilisé dans son article. Frisch envoya la note co-écrite sur la fission ainsi que son article sur l'expérience du recul à Nature le 16 janvier 1939. La première est sortie sous presse le 11 février et le second le 18 février,.
Dans leur seconde publication sur la fission nucléaire en février 1939, Hahn et Strassmann utilisaient pour la première fois le terme Uranspaltung (fission de l'uranium) et prédisaient l'existence et la libération de neutrons supplémentaires au cours du processus de fission, ouvrant la possibilité à une réaction nucléaire en chaîne.

## Réception

### Bohr apporte la nouvelle aux États-Unis
Avant de se rendre aux États-Unis le 7 janvier 1939 avec son fils Erik, pour assister à la Cinquième Conférence de Physique Théorique à Washington, Bohr avait promis à Frisch qu'il ne mentionnerait pas la fission avant que les articles ne soient publiés. Mais au cours de la traversée de l'Atlantique sur le Drottningholm, Bohr avait discuté du mécanisme de fission avec Leon Rosenfeld, et surtout, il avait omis de l'informer que l'information devait rester confidentielle. À leur arrivée à New York le 16 janvier, ils ont été accueillis par Fermi et sa femme Laura Capon, ainsi que par John Wheeler qui avait été boursier à l'institut de Bohr en 1934-1935. En fait, il y avait une réunion du Physics Journal Club de l'Université de Princeton ce soir-là, et quand Wheeler a demandé à Rosenfeld s'il avait des nouvelles à rapporter, Rosenfeld leur a parlé de la fission. Bohr, bien embarrassé, a tout de suite envoyé une note à Nature pour défendre la revendication de Meitner et de Frisch concernant la priorité de la découverte. Hahn avait été quelque peu contrarié par le fait que Bohr, lorsqu'il avait mentionné son travail et celui de Strassmann dans la note, n'avait cité que Meitner et Frisch.
La nouvelle de la découverte se répandit rapidement. Elle était à juste titre considérée comme un phénomène physique entièrement nouveau avec de grandes possibilités scientifiques et un fort potentiel pour des applications pratiques. Isidor Isaac Rabi et Willis Lamb, deux physiciens de l'Université de Columbia travaillant à Princeton, avaient entendu la nouvelle et l'ont rapportée à Columbia. Pour Fermi, la nouvelle était venue comme un profond embarras, car les éléments transuraniens, pour la découverte desquels il avait en partie reçu le prix Nobel, n'étaient pas du tout des éléments transuraniens, mais des produits de fission. Il ajouta une note en bas de page à cet effet lors de son discours d'acceptation du prix Nobel. Bohr fit le voyage de Princeton à Columbia peu de temps après, pour voir Fermi. Ne trouvant pas Fermi dans son bureau, Bohr descendit dans la zone du cyclotron et y rencontra Herbert L. Anderson. Bohr l'attrapa alors par l'épaule et lui dit : « Jeune homme, laissez-moi vous expliquer quelque chose de nouveau et d'excitant en physique. »

### De plus amples recherches
Il était clair pour de nombreux scientifiques de Columbia qu'ils devaient essayer de déterminer l'énergie libérée au cours d'une fission nucléaire de l'uranium par bombardement neutronique. Le 25 janvier 1939, un groupe de l'Université de Columbia mena la première expérience de fission nucléaire aux États-Unis, réalisée dans le sous-sol de Pupin Hall. L'expérience consistait à placer de l'oxyde d'uranium à l'intérieur d'une chambre d'ionisation, à l'irradier avec des neutrons, et à mesurer l'énergie libérée. Le lendemain, la Cinquième Conférence de Physique Théorique commençait à Washington, DC, sous les auspices conjoints de l'Université George Washington et de la Carnegie Institution de Washington. À partir de là, les nouvelles sur la fission nucléaire se répandaient toujours plus, ce qui favorisa de nombreuses autres démonstrations expérimentales.
Bohr et Wheeler ont alors révisé le modèle de la goutte liquide pour expliquer le mécanisme de la fission nucléaire avec un succès retentissant. Leur article est paru dans Physical Review le 1er septembre 1939, le jour où l'Allemagne envahit la Pologne, déclenchant la Seconde Guerre mondiale en Europe. Alors que les physiciens expérimentaux étudiaient la fission, ils découvraient de plus en plus de résultats déroutants. George Placzek (qui avait mesuré l'absorption des neutrons lents avec de l'or en 1934 en bombardant la médaille de prix Nobel de Bohr) avait demandé à ce dernier pourquoi l'uranium fissionnait aussi bien avec des neutrons très rapides qu'avec des neutrons très lents. En se rendant à pied à une réunion avec Wheeler, Bohr comprit que la fission à basse énergie se produisait avec l'isotope 235 de l'uranium, tandis qu'à haute énergie, elle se produisait principalement avec l'isotope 238, qui était beaucoup plus abondant. Cette conclusion était basé sur les mesures des sections efficaces de capture de neutrons qu'avait faites Meitner en 1937, et a été vérifié expérimentalement en février 1940, après qu'Alfred Nier ait pu produire suffisamment d'uranium 235 pur pour que John R. Dunning, Aristid von Grosse et Eugene T. Booth puissent réaliser des tests.
D'autres scientifiques avaient repris la recherche de l'élément 93, jusqu'alors insaisissable. La tâche semblait simple car ils savaient maintenant qu'il devait résulter de la désintégration de l'isotope à demi-vie de 23 min. Au Laboratoire des rayonnements de Berkeley, en Californie, Emilio Segrè et Edwin McMillan utilisaient le cyclotron pour créer l'isotope. Mais l'activité qu'ils ont détectée était du rayonnement bêta avec une demi-vie de 2 j, et l'élément produit avait des caractéristiques chimiques d'un élément des terres rares, alors que l'élément 93 était censé avoir une chimie proche de celle du rhénium. Il a donc été négligé, pensant que ce n'était qu'un simple produit de fission parmi d'autres. Une autre année passa avant que McMillan et Philip Abelson ne finissent par déterminer que l'isotope à demi-vie de 2 j était bien celui de l'élément insaisissable 93, qu'ils nommèrent « neptunium ». Ils ont ouvert la voie à la découverte par Glenn Seaborg, Emilio Segrè et Joseph W. Kennedy de l'élément 94, qu'ils ont nommé « plutonium » en 1941,.
Une autre voie de recherche, dirigée par Meitner, consistait à déterminer si d'autres éléments pouvaient fissionner après avoir été bombardés par des neutrons. Il fut rapidement déterminé que c'était le cas du thorium et du protactinium. Des mesures de la quantité d'énergie libérée ont également été faites. Hans von Halban, Frédéric Joliot-Curie et Lew Kowarski ont démontré que l'uranium bombardé par des neutrons émettait plus de neutrons qu'il n'en absorbait, suggérant la faisabilité d'une réaction nucléaire en chaîne. Fermi et Anderson firent la même découverte quelques semaines plus tard,. Il était devenu évident pour de nombreux scientifiques, au moins sur le plan théorique, qu'une source d'énergie extrêmement puissante pouvait être produite, bien que la plupart considéraient encore une bombe atomique comme étant impossible.

### Prix Nobel
Hahn et Meitner avaient tous deux été nommés pour les prix Nobel de chimie et de physique à plusieurs reprises pour leurs travaux sur les isotopes radioactifs et sur le protactinium, avant même leur découverte de la fission nucléaire. Entre 1940 et 1943, plusieurs autres nominations avaient suivi la découverte de la fission,. Les nominations au prix Nobel sont examinées par des comités de cinq personnes (un pour chacun des prix). Bien que les nominations de Hahn et de Meitner aient été pour le prix Nobel de physique, la radioactivité et les éléments radioactifs étaient traditionnellement considérés comme faisant partie du domaine de la chimie, et c'est donc le Comité Nobel de chimie qui avait évalué les nominations en 1944.
Le comité avaient reçu des rapports de la part de Theodor Svedberg en 1941 et d'Arne Westgren en 1942. Ces chimistes avaient été impressionnés par le travail de Hahn, mais ils avaient estimé que le travail expérimental de Meitner et Frisch n'était pas extraordinaire. Ils ne comprenaient pas pourquoi la communauté des physiciens considérait leur travail comme étant précurseur. Quant à Strassmann, bien que son nom figurait sur les articles, il y avait une politique de longue date consistant à ne décerner les récompenses qu'au scientifique le plus expérimenté d'une collaboration. En 1944, le comité Nobel de chimie a donc voté pour recommander que seul Hahn reçoive le prix Nobel de chimie pour l'année 1944. Cependant, après l'attribution du prix Nobel de la paix à Carl von Ossietzky en 1936 (au titre de l'année 1935), Adolf Hitler avait interdit aux Allemands d'accepter les prix Nobel. La recommandation du comité a ainsi été rejetée par l'Académie royale des sciences de Suède, qui a décidé de reporter le prix jusqu'à l'année suivante.
La guerre venait de se terminer lorsque l'académie décida de reconsidérer le prix en septembre 1945. Le Comité Nobel de chimie était maintenant devenu plus prudent, car il était évident que de nombreuses recherches avaient été entreprises en secret dans le cadre du projet Manhattan aux États-Unis, et il suggérait de reporter le prix Nobel de chimie de 1944 d'une nouvelle année. Mais l'académie avait été influencée par Göran Liljestrand, qui soutenait qu'il était important pour l'académie d'affirmer son indépendance vis-à-vis des Alliés de la Seconde Guerre mondiale et d'attribuer le prix Nobel de chimie à un Allemand, comme elle l'avait fait après la Première Guerre mondiale, en décernant le prix à Fritz Haber. Hahn est donc devenu le seul récipiendaire du prix Nobel de chimie pour 1944 « pour sa découverte de la fission des noyaux lourds ».
Meitner avait écrit, dans une lettre envoyée à son amie Birgit Broome-Aminoff le 20 novembre 1945 :

« Il est certain que Hahn a pleinement mérité le prix Nobel de chimie. Il n'y a vraiment aucun doute là-dessus. Mais je crois qu'Otto Robert Frisch et moi-même avons apporté une contribution non négligeable à la clarification du processus de fission de l'uranium - comment elle se produit et comment elle fournit autant d'énergie, et c'était quelque chose de très vague pour Hahn. C'est pourquoi j'ai trouvé un peu injuste que les journaux me qualifient de « Mitarbeiterin » [subordonnée] de Hahn, au même titre que Strassmann. »

En 1946, le comité Nobel de physique examinait les nominations pour Meitner et Frisch, qu'il avait reçues de la part de Max von Laue, Niels Bohr, Oskar Klein, Egil Hylleraas et James Franck. En 1945 et en 1946, des rapports avaient été rédigés pour le comité par Erik Hulthén, qui avait occupé la chaire de physique expérimentale à l'Université de Stockholm. Hulthén faisait valoir que la physique théorique ne devrait être considérée comme digne d'une récompense, que si elle inspirait de grandes expériences. Le rôle qu'avaient joué Meitner et Frisch, qui avaient été les premiers à comprendre et à expliquer la fission, n'avait pas été compris. Il se peut aussi qu'il y ait eu des facteurs personnels : le président du comité, Manne Siegbahn, avait de l'aversion pour Meitner et avait une rivalité professionnelle à l'égard de Klein,. Meitner et Frisch ont continué à être nommés régulièrement pendant de nombreuses années, mais ne recevront jamais de prix Nobel,,.

## Dans l'histoire et la mémoire
À la fin de la guerre en Europe, Hahn avait été arrêté et internés à Farm Hall en Angleterre dans le cadre de l'opération Epsilon avec neuf autres scientifiques de haut niveau, dont Werner Heisenberg. À l'exception de Max von Laue, tous avaient été impliqués dans le programme d'armes nucléaires allemand. Hahn et Paul Harteck étaient les deux seuls chimistes, alors que tous les autres étant des physiciens. C'est au cours de cet internement qu'ils ont appris la nouvelle des bombardements atomiques sur Hiroshima et Nagasaki. Ne voulant pas reconnaître qu'ils avaient plusieurs années de retard sur les Américains, et ignorant que leurs conversations étaient enregistrées, ils ont concocté une histoire selon laquelle, pour des raisons morales, ils n'auraient jamais voulu que leur programme d'armes nucléaires ne réussisse. Hahn était toujours à Farm Hall lorsque son prix Nobel a été annoncé en novembre 1945. Les scientifiques internés passeront le reste de leur vie à tenter de réhabiliter l'image de la science allemande qui avait été ternie durant la période nazie,. Des détails gênants ont été balayés sous le tapis, comme par exemple les milliers de travailleuses esclaves du camp de concentration de Sachsenhausen qui avaient extrait le minerai d'uranium qui servait à leurs expériences.

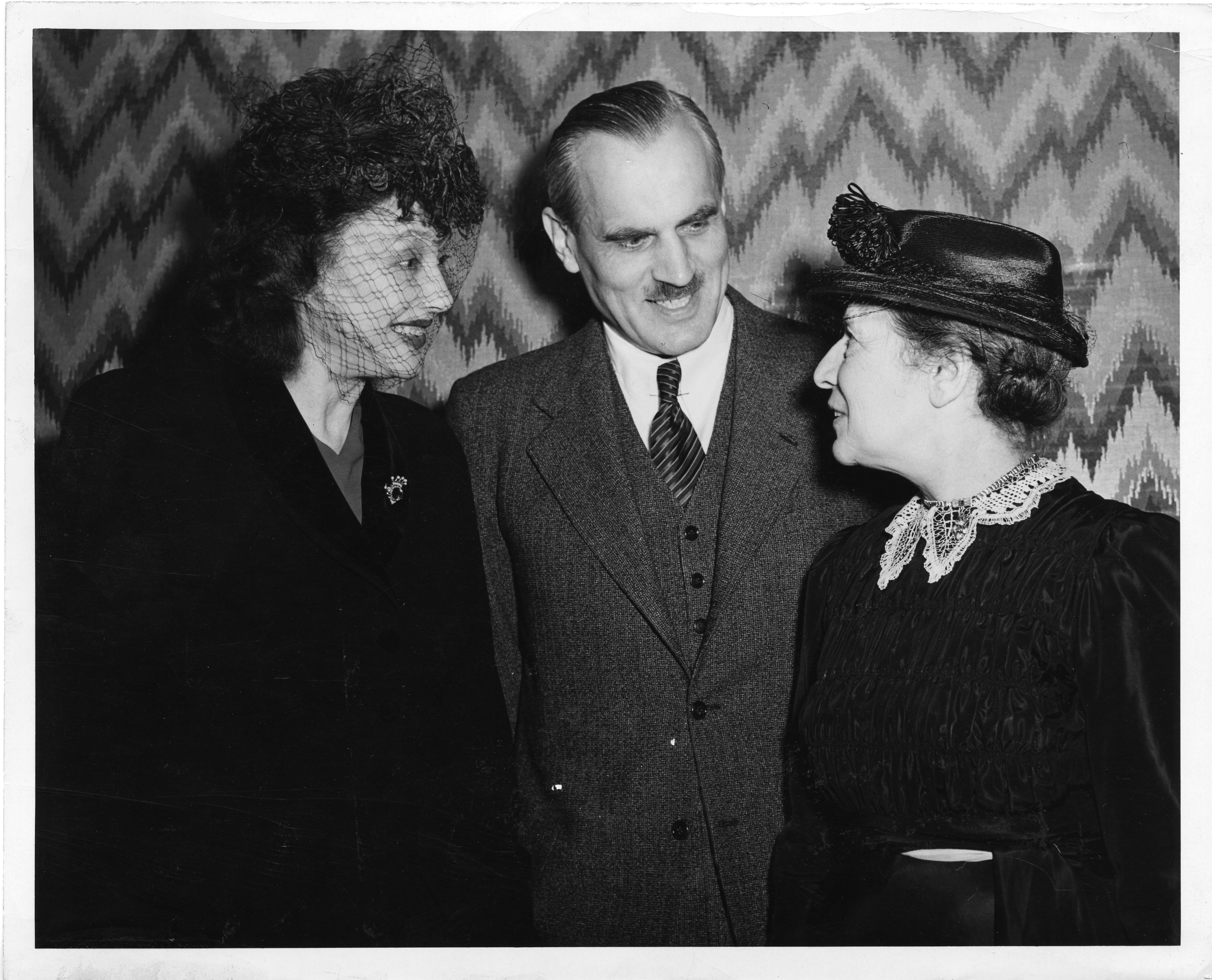
Lise Meitner en 1946 avec le physicien Arthur H. Compton et l'actrice Katharine Cornell.

Pour Hahn, cette réhabilitation impliquait nécessairement de pouvoir revendiquer la découverte de la fission pour lui-même, pour la chimie et pour l'Allemagne. Il profita donc de son discours d'acceptation du prix Nobel pour argumenter son effort,. Le message de Hahn avait fortement résonné en Allemagne, où il était considéré comme un bon allemand proverbial, un homme décent qui avait été un farouche opposant au régime nazi, mais était resté en Allemagne où il avait poursuivi une science pure. lorsqu'il était président de la Max Planck Society de 1946 à 1960, il projetait sur un public qui voulait bien y croire, une image de la science allemande ayant conservé sa brillance et n'étant pas entachée par le nazisme. Après la Seconde Guerre mondiale, Hahn s'est fermement opposé à l'utilisation de l'énergie nucléaire à des fins militaires. Il considérait l'application de ses découvertes scientifiques à la fabrication d'armes comme un détournement, voire un crime. Lawrence Badash écrivait : « Sa reconnaissance, pendant la guerre, de la perversion de la science pour la construction d'armes, ainsi que son activité au lendemain de la guerre dans la planification de l'orientation des efforts scientifiques de son pays, l'inclinent désormais de plus en plus à être un porte-parole de la responsabilité sociale. »
En revanche, dans les pays anglophones, c'est Meitner et Frisch qui avaient été salués comme les découvreurs de la fission. Le Japon était considéré comme un État fantoche de l'Allemagne et la destruction d'Hiroshima et de Nagasaki comme une justice pour la persécution du peuple juif,. En janvier 1946, Meitner avait voyagé aux États-Unis, où elle avait donné des conférences et avait reçu des diplômes honorifiques. Elle avait assisté à un cocktail pour le lieutenant-général Leslie Groves, directeur du projet Manhattan (qui lui attribuait l'entièreté du mérite de la découverte de la fission dans ses mémoires de 1962), et elle avait été nommée femme de l'année par le Women's National Press Club. Lors de la réception de ce prix, elle était assise à côté du président des États-Unis, Harry S. Truman. Mais Meitner n'aimait pas parler en public, surtout en anglais, et s'accommodait très peu du rôle de célébrité. Elle avait donc décliné une offre pour un poste de professeur invité au Wellesley College,.
En 1966, la Commission de l'énergie atomique des États-Unis décernait conjointement le prix Enrico Fermi à Hahn, Strassmann et Meitner pour leur découverte de la fission. La cérémonie se déroulait au palais Hofburg de Vienne. C'était la première fois que le prix Enrico Fermi était décerné à des non-Américains, ainsi que la première fois qu'il était décerné à une femme. Le diplôme de Meitner portait l'inscription : « Pour des recherches pionnières dans la radioactivité naturelle et des études expérimentales approfondies ayant mené à la découverte de la fission. » L'inscription sur le diplôme de Hahn était légèrement différente : « Pour des recherches pionnières sur la radioactivité naturelle et des études expérimentales approfondies ayant abouti à la découverte de la fission. » Hahn et Strassmann étaient présents, mais Meitner était trop malade pour y assister, et c'est Frisch qui accepta le prix en son nom.
En 1978, en Allemagne, lors de la célébration conjointe du 100e anniversaire d'Einstein, de Hahn, de Meitner et de von Laue, les propos de Hahn concernant la découverte de la fission commençaient à perdre de leur influence. Hahn et Meitner étaient morts en 1968, mais Strassmann était toujours en vie, et il continuait d'affirmer l'importance de sa chimie analytique et de la physique de Meitner dans la découverte, ainsi que leur rôle bien plus prépondérant que celui de simples assistants. Une biographie détaillée de Strassmann est parue en 1981, un an après sa mort, ainsi qu'une de Meitner (qui sera primée) pour jeunes adultes en 1986. Les scientifiques remettaient en question l'accent mis sur la chimie, les historiens contestaient le récit accepté de la période nazie et les féministes voyaient Meitner comme un autre exemple de l'effet Matilda, où une femme avait été rayée des pages de l'histoire. En 1990, Meitner était finalement réintroduite dans le récit de la découverte, bien que son rôle soit resté contesté, en particulier en Allemagne.
Weizsäcker, un collègue de Hahn et de Meitner lorsqu'ils étaient à Berlin, ainsi que codétenu de Hahn durant sa détention à Farm Hall, a fortement soutenu le rôle de Hahn dans la découverte de la fission nucléaire. Devant un public qui s'était réuni pour la cérémonie d'inclusion d'un buste de Meitner dans l'Ehrensaal (Hall of Fame) au Deutsches Museum de Munich le 4 juillet 1991, il a affirmé que ni Meitner ni la physique n'avaient contribué à la découverte de la fission, qui, il a ajouté, était « une découverte de Hahn et non de Lise Meitner. »

## Lectures complémentaires
- Hans D. Graetzer et David L. Anderson, The Discovery of Nuclear Fission: A Documentary History, New York, Van Nostrand-Reinhold, 1971 (OCLC 1130319295)